# 东昌区 (上海市)
东昌区，为上海市已撤销的一个区。1952年10月21日，经中央人民政府内务部批准，析出原洋泾区北部以浦东大道以北，西部以其昌栈大街（包括街东姚家宅、梅园）沿沈家弄、钱家巷东边道路折至丁家浜以西，东至摇船浜海军桥设置。以东昌路得名。区境东北沿浦东大道，东南沿浦东南路，南至周家渡、田家宅一带，西临黄浦江，北至八号桥东沟。1956年2月，划入杨思区沿黄浦江自塘桥至周家渡狭长地带。同月9日，东昌区改为市区。面积13.2平方公里。常住人口181,851人（1953年）。1958年10月20日，经国务院批准，撤销东昌区、东郊区，合并建立浦东县。